# Bombylius landbecki
Bombylius landbecki är en tvåvingeart som beskrevs av Philippi 1865. Bombylius landbecki ingår i släktet Bombylius och familjen svävflugor. Inga underarter finns listade i Catalogue of Life.